# Vapor Blumenau 2
O Vapor Blumenau 2 era uma das atrações turísticas da cidade de Blumenau, localizada no estado de Santa Catarina, Brasil.
É um barco que era utilizado para navegar no rio Itajaí-Açu e contava com um restaurante. Sua inauguração ocorreu em 24 de setembro de 1972 e teria permanecido em operação até 1990. 
Sua primeira versão, o Vapor Blumenau, foi a segunda embarcação a realizar viagens regulares entre Blumenau e Itajaí (antes dele houve o Vapor Progresso; anteriormente ainda houve o Vapor São Lourenço, porém este não realizava viagens em horários regulares. Este foi um dos motivos para a aquisição do Vapor Progresso). Atualmente encontra-se exposto para visitação pública a beira do rio Itajaí Açú, no local conhecido como Prainha.
Por ficar muito tempo exposto as mudanças climáticas sem uma restauração adequada, o barco afundou na divisa entre Blumenau e Gaspar em 1998 onde havia ficado atracado por alguns anos.